# Diocese de Chimoio
A Diocese de Chimoio encontra-se geograficamente localizada na região central da República de Moçambique, e corresponde ao território geográfico-administrativo da Província de Manica. A sede da Diocese encontra-se na cidade do Chimoio, onde se situa a catedral dedicada a Maria Imaculada.
A diocese foi erigida a 19 de Novembro de 1990 por João Paulo II,  desmembrando-a da Arquidiocese da Beira. Foi seu primeiro bispo Dom Francisco João Silota.
A diocese abrange cerca de 2 milhões de habitantes, sendo católica cerca de 4.9% da população, distribuídos por 16 paróquias.

## Zonas pastorais
Devido à extensão territorial, a diocese está divida em 4 zonas pastorais.

### Zona Norte
Corresponde a toda a região do norte da Província de Manica, englobando as comunidades cristãs da Paróquia Santo António de Guro e da Paróquia São Paulo do Bárué (Inhazónia).

### Zona Centro Este
Corresponde às comunidades cristãs da Paróquia Nossa Senhora das Relíquias de Sussundenga, da Paróquia Maria Imaculada do Chimoio(Catedral), da Paróquia São Paulo e São Jerónimo da Soalpo, da Paróquia São Paulo e São Pedro de Marera, da Paróquia Nossa Senhora de Fátima (Gondola) e da Paróquia Maria Imaculada de Amatongas.

### Zona Centro Oeste
Pertencem a esta zona as comunidades cristãs da Paróquia Cristo Rei de Jécua, da Paróquia Nossa Senhora do Rosário de Manica e da Paróquia Santo António de Machipanda.

### Zona Sul
Corresponde toda a região sul da Província de Manica, englobando as comunidades cristãs da Paróquia Nossa Senhora Rainha do Mundo de Dombe, da Paróquia São Leonardo de Mossuroze e da Paróquia Assunção da Nossa Senhora de Machaze.

## Actividades
Quase a totalidade das actuais paróquias (antigas missões) da Diocese eram, antes de 1975, de predomínio Franciscano. Actualmente a actividade da pastoral diocesana está organizada na base das Pequenas Comunidades Cristãs (PCC) que, no seu conjunto, formam as Comunidades Cristãs (CC). Dependendo da realidade da geografia física e humana que cada paróquia comporta, as comunidades cristãs podem ou não se constituírem em zonas paroquiais(ZP).

## Bispos de Chimoio
Bispos titulares:
|        | Nome                           | Período   | Notas                                 |
| Bispos | Bispos                         | Bispos    | Bispos                                |
| ------ | ------------------------------ | --------- | ------------------------------------- |
| 2º     | João Carlos Hatoa Nunes        | 2017-2022 | Nomeado Arcebispo coadjutor de Maputo |
| 1º     | Francisco João Silota, M. Afr. | 1990-2017 |                                       |